# Stenochilus hobsoni
Stenochilus hobsoni är en spindelart som beskrevs av O. Pickard-Cambridge 1870. Stenochilus hobsoni ingår i släktet Stenochilus och familjen Stenochilidae. Inga underarter finns listade i Catalogue of Life.